# Brian Pinas
Brian Pinas (Rotterdam, 29 december 1978) is een Nederlands voormalig betaald voetballer van Surinaamse komaf die doorgaans als linker aanvaller of middenvelder speelde.

## Loopbaan
Pinas begon in de jeugd als doelman bij DHZ en werd al snel aanvaller. Hij werd op een talentendag gescout door Ajax maar het reizen vanaf Rotterdam bleek niet te doen, waardoor hij na enkele weken overstapte naar de jeugd van Feyenoord. Daar zat hij lang in de tweede lichting jeugdelftallen en werd vanaf de B-jeugd een vaste waarde in de eerstelijns teams. Hij viel als A-jeugdspeler op tijdens het Eurovoetbal in Groningen en werd aangetrokken door Newcastle United. Daar kwam hij bij de selectie van het eerste team en zou hij enkel in een vriendschappelijk duel tegen Birmingham City als invaller na 58 minuten voor Temoeri Ketsbaia in actie komen. Hij zat nog enkele keren op de bank bij het eerste team maar speelde verder in het tweede team.
Voor het seizoen 1998/99 keerde hij terug bij Feyenoord. Pinas debuteerde op 17 oktober 1998 als basisspeler in het thuisduel tegen Roda JC (0-0) en werd na 68 minuten vervangen door Patrick Allotey. Hij speelde in vijf wedstrijden in de Eredivisie en werd dat seizoen met Feyenoord landskampioen. Hierna werd hij uitgeleend aan Excelsior. Daar werd hij in zijn eerste seizoen in de Eerste divisie een vaste waarde. In zijn tweede seizoen speelde hij vanwege een zware blessure maar een wedstrijd. In het seizoen 2001/02 was hij wederom een vaste waarde en promoveerde met Excelsior naar de Eredivisie. In de voorbereiding op het seizoen 2002/03 haalde Feyenoord hem terug. Maar toen hij geen kans kreeg op speelminuten keerde hij in augustus 2002 weer terug naar Excelsior waar hij in 30 wedstrijden in de Eredivisie 5 doelpunten maakte.
Een transfer naar FC Groningen volgde, waar hij voor drie seizoenen een contract tekenden. Bij die club kwam hij in twee seizoenen tot 43 competitiewedstrijden en maakte hij 3 goals. In zijn tweede seizoen was hij vooral invaller. Medio 2005 mocht hij een andere club zoeken en na een stage tekende hij een contract voor drie seizoenen bij Cercle Brugge. Na een in zijn eerste vijf keer te scoren in 29 duels maar slechts acht keer de volledige wedstrijd gespeeld te hebben, toonde hij zich aan het begin van 2006/07 ontevreden. Op de laatste dag voor de transferdeadline maakte hij transfervrij de overstap naar NAC Breda. Pinas tekende een contract voor een jaar met een optie voor nog een jaar. Pinas kwam bij NAC tot 23 wedstrijden en 1 doelpunt, maar de club besloot zijn contract niet te verlengen. 
Omdat hij geen nieuwe club kon vinden besloot hij om mee te trainen bij FC Dordrecht om zo zijn conditie op peil te houden. Dit beviel zo goed dat hij eind augustus 2007 een contract tekende bij FC Dordrecht. Daar speelde hij in zijn eerste seizoen bijna alle competitiewedstrijden in de Eerste divisie. Pinas kwam door blessureleed gedurende zijn tweede jaar echter niet verder dan twee optredens. Daarom werd hem aan het eind van het seizoen 2008/09 oorspronkelijk geen contractverlenging aangebonden, maar in augustus mocht hij alsnog een verlenging van één jaar tekenen. In de zomer van 2010 wenste FC Dordrecht niet meer met hem in zee te gaan. Ondanks belangstelling van clubs uit de Jupiler League en Topklasse koos Pinas voor RVVH, dat in de Hoofdklasse bij de zaterdagamateurs speelt. Hij speelde één seizoen in het eerste bij RVVH. Hierna speelde hij nog in een lager team van RVVH en begin 2012 trad hij toe tot de technische commissie van de club.
Hij speelde in 1997 twee wedstrijden voor het Nederlands voetbalelftal onder 18 en zat in 1998 eenmalig op de bank bij Jong Oranje.
Pinas analyseerde sinds 2014 wedstrijden van Feyenoord voor Feyenoord TV, dat werd uitgezonden op Fox Sports. Van 2012 tot 2018 was hij technisch adviseur bij RVVH. Sinds 2018 is hij jeugdtrainer bij Feyenoord. Bij verschillende jeugdteams van Feyenoord werkte hij samen met Robin van Persie. Toen Robin van Persie in de zomer van 2024 werd aangesteld als hoofdtrainer bij sc Heerenveen is Pinas met hem meegegaan als assistent.

## Clubstatistieken
| seizoen | club               | divisie                | duels | goals |
| ------- | ------------------ | ---------------------- | ----- | ----- |
| 1997/98 | Newcastle United   | Premier League         | 0     | 0     |
| 1998/99 | Feyenoord          | Eredivisie             | 5     | 0     |
| 1999/00 | → Excelsior (huur) | Eerste divisie         | 32    | 3     |
| 2000/01 | → Excelsior (huur) | Eerste divisie         | 1     | 0     |
| 2001/02 | → Excelsior (huur) | Eerste divisie         | 30    | 6     |
| 2002/03 | Feyenoord          | Eredivisie             | 0     | 0     |
| 2002/03 | → Excelsior (huur) | Eredivisie             | 30    | 5     |
| 2003/04 | FC Groningen       | Eredivisie             | 23    | 2     |
| 2004/05 | FC Groningen       | Eredivisie             | 20    | 1     |
| 2005/06 | Cercle Brugge      | Eerste klasse          | 28    | 5     |
| 2006/07 | Cercle Brugge      | Eerste klasse          | 3     | 0     |
| 2006/07 | NAC Breda          | Eredivisie             | 23    | 1     |
| 2007/08 | FC Dordrecht       | Eerste divisie         | 31    | 0     |
| 2008/09 | FC Dordrecht       | Eerste divisie         | 2     | 0     |
| 2009/10 | FC Dordrecht       | Eerste divisie         | 11    | 1     |
| 2010/11 | RVVH               | Zaterdag Hoofdklasse B |       |       |
| Totaal  | Totaal             | Totaal                 | 239   | 24    |

## Erelijst
- Landskampioen met Feyenoord in 1999